# Crossopteryx febrifuga
Espèce
Synonymes
- Chomelia angolensis (Hiern) Kuntze[1]
- Chomelia buchananii K.Schum.[1]
- Chomelia mossambicensis (Hiern) Kuntze[1]
- Crossopteryx africana Baill.[1]
- Crossopteryx kotschyana Fenzl[1]
- Rondeletia africana T.Winterb.[1]
- Rondeletia febrifuga Afzel. ex G.Don[1]
- Tarenna angolensis Hiern[1]
- Tarenna mossambicensis Hiern[1]

Crossopteryx febrifuga est une espèce d'arbres de la famille des Rubiacées, que l'on trouve en Afrique tropicale et australe. Elle est utilisée comme plante médicinale.

## Galerie

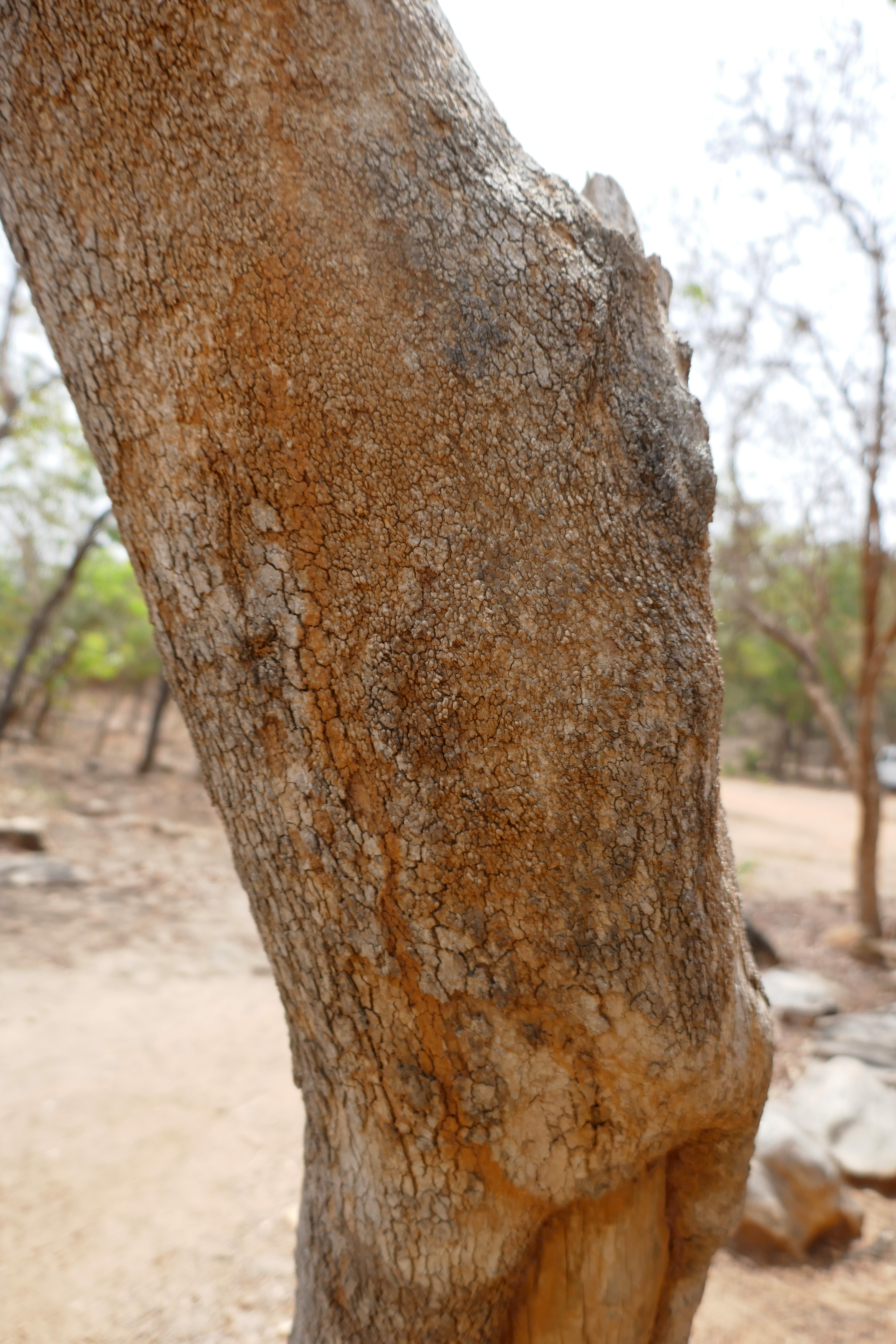
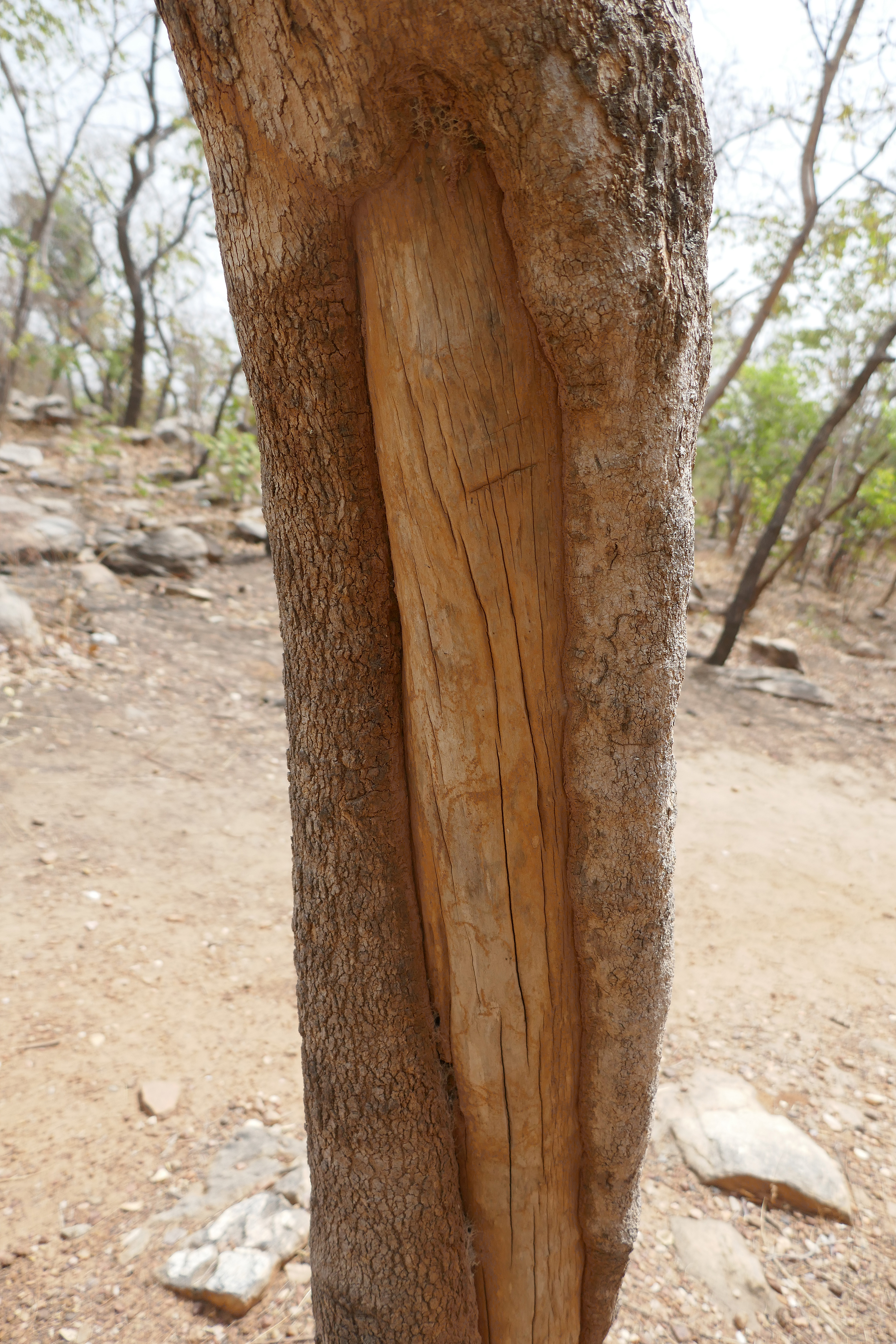
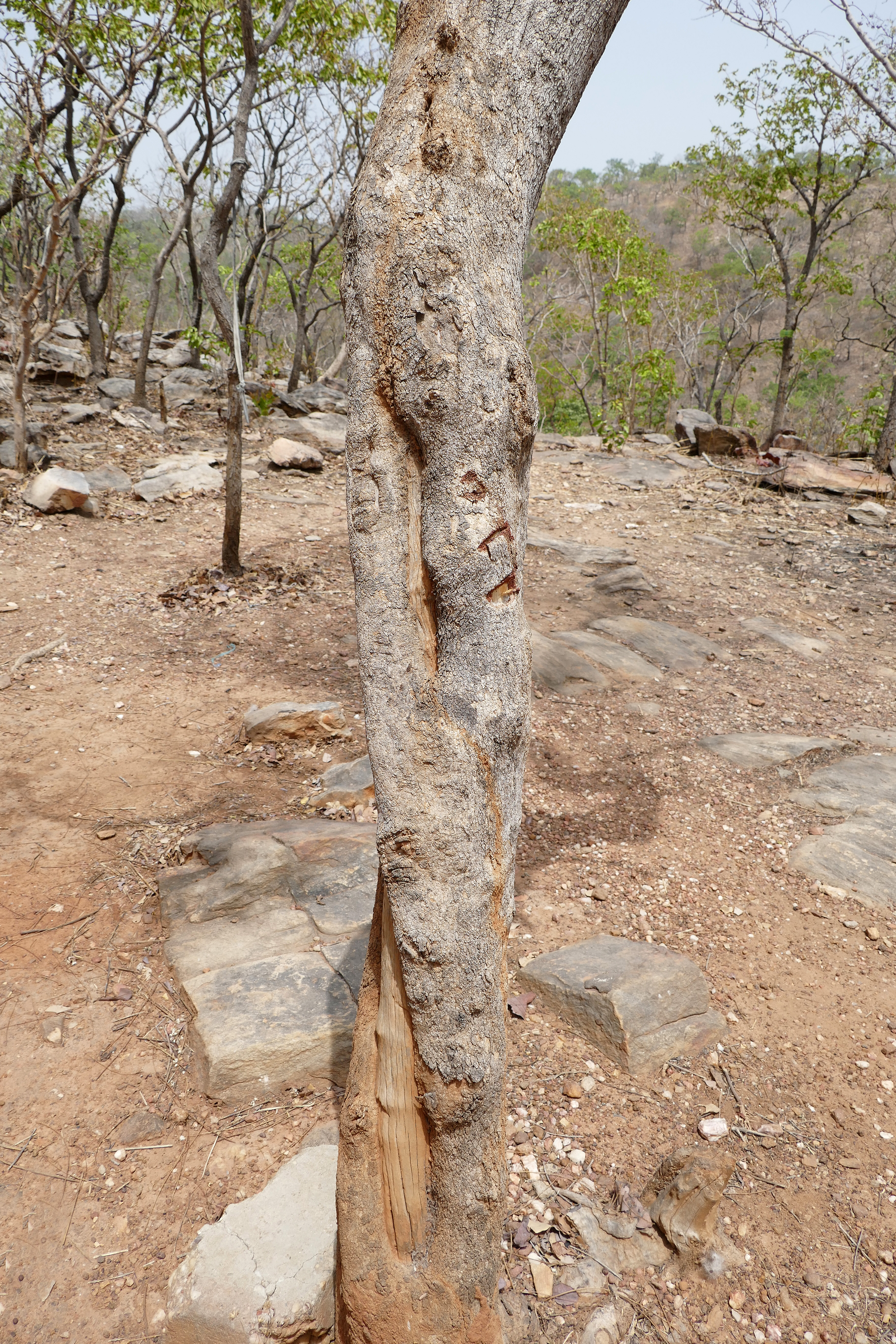
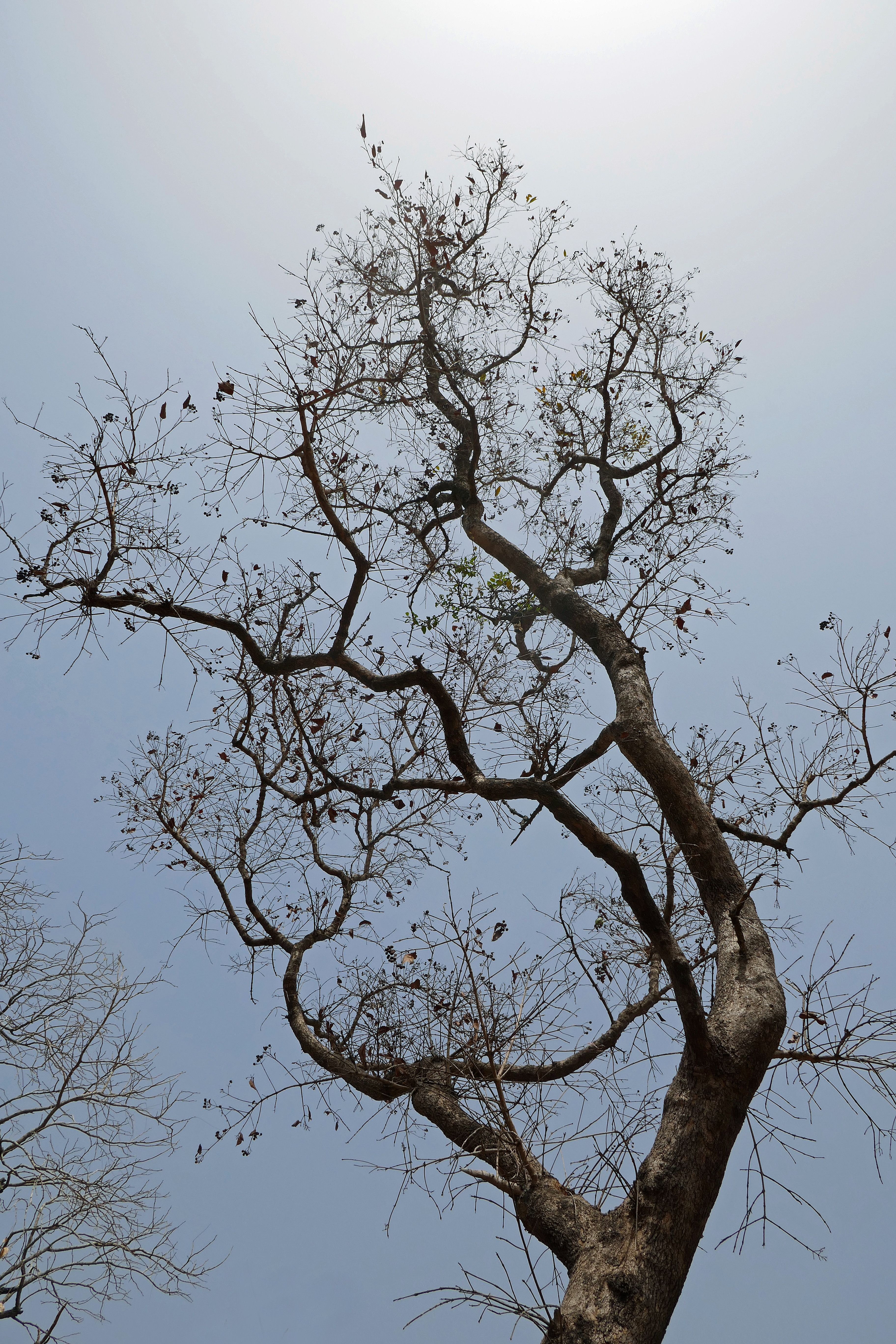